# كاتدرائية القديس يوحنا (إزمير)
كاتدرائية القديس يوحنا  (بالتركيَّة: Aziz Yuhanna Katedrali) هي كاتدرائيَّة رومانية كاثوليكية تقع في مدينة إزمير، وهي مقر أبرشية إزمير الرومانيَّة الكاثوليكيَّة. ودُعيت الكنيسة على شرف يوحنا الإنجيلي، والذي أرسل في سفر الرؤيا تعليمات إلى كنائس آسيا السبع ومن ضمنها سميرنا (إزمير).
تم وضع حجر الأساس للكاتدرائية في عام 1862. وفي عام 1863 قام السلطان العثماني عبد العزيز الأول بالتبرَّع بحوالي 11,000 ليرة تركية ذهبية لبناء الكاتدرائية، إلى جانب تبرعات ومساهمات من قِبل مسيحيين مدينة ليون الفرنسيَّة. حيث يعود تقليد الارتباط بين مدينة ليون وسميرنا إلى دور المبشرين من مدينة سميرنا بإدخال المسيحية إلى مدينة ليون في القرن الثاني.
تم الانتهاء من بناء الكاتدرائية في عام 1874، وكرست في 25 مايو من عام 1874، وذلك بحضور المطران فنسنت سباكبتيرا القاصد الرسولي في آسيا الصغرى. حاليًا تخدم الكنيسة أبناء الطوائف الكاثوليكية خصوصًا من العائلات الشاميَّة اللاتينيَّة القاطنين في المدينة.